# Agnese Bonfantini
Agnese Bonfantini (Verbania, 4 luglio 1999) è una calciatrice italiana, attaccante della Fiorentina e della nazionale italiana.

## Carriera

### Club

#### Gli inizi, Inter Milano
Bonfantini inizia a giocare a calcio all'età di sei anni, tesserandosi con il Fondotoce, società con sede nei pressi di Verbania, dove inizia a giocare nelle formazioni miste. Nel 2010 si trasferisce al Gravellona Toce, dove gioca, sempre nelle formazioni miste, per altre due stagioni fino a quando, a 12 anni, le viene proposto un provino con l'Inter Milano, prima sua esperienza in una squadra interamente femminile.
Dopo aver convinto la società delle sue qualità, Bonfantini viene ingaggiata dall'Inter Milano, dove affianca le sue presenze nella formazione che partecipa al Campionato Primavera alla squadra titolare, debuttando in prima squadra a 16 anni nel corso della stagione 2014-2015, il 26 aprile 2015, schierata dal tecnico Antonio Brustia come titolare nell'ultimo incontro del campionato di Serie B dove le nerazzurre superano in trasferta le avversarie delle Azalee per 1-0.
Rimane legata alla società milanese durante le successive tre stagioni, la prima conclusa al terzo posto del girone A del campionato di Serie B, la seconda sfiorando la promozione conclusa nel girone C a due punti dal Valpolicella, e ancora al secondo posto in quella successiva, a tre punti dal Orobica, risultato che comunque garantisce all'Inter Milano l'accesso alla rinnovata Serie B a girone unico. concluse e realizzando 36 reti su 69 presenze in campionato.

#### Roma
A luglio del 2018 passa in prestito dall'Inter Milano alla Roma, sezione femminile dell'omonima società che ha rilevato, dalla stagione 2018-2019, il titolo sportivo della Res Roma per accedere al campionato di Serie A 2018-2019. Con la nuova maglia Bonfantini fa il suo esordio nella stagione fin dalla prima giornata, a San Polo d'Enza, il 22 settembre 2018, nell'incontro perso dalle giallorosse per 3 reti a 2 con le avversarie del Sassuolo. Il 21 ottobre 2018 colpisce il primo legno della sua carriera in serie A. Infatti un suo tiro dalla distanza colpisce la traversa contro la Juventus, che in quel momento aveva ancora la rete inviolata dopo 4 giornate e gara che poi le giallorosse persero 0-4. Il primo gol in serie A viene realizzato nella partita contro il Florentia S.G. il 27 ottobre 2018, determinante per il risultato finale di 1-2 per la Roma. Segna anche il suo secondo gol (del 2-0) nella partita casalinga giocata il 3 novembre 2018, contro l'Orobica, dove le padrone di casa si imporranno poi per 3-0.

#### Juventus e prestiti a Sampdoria e Inter

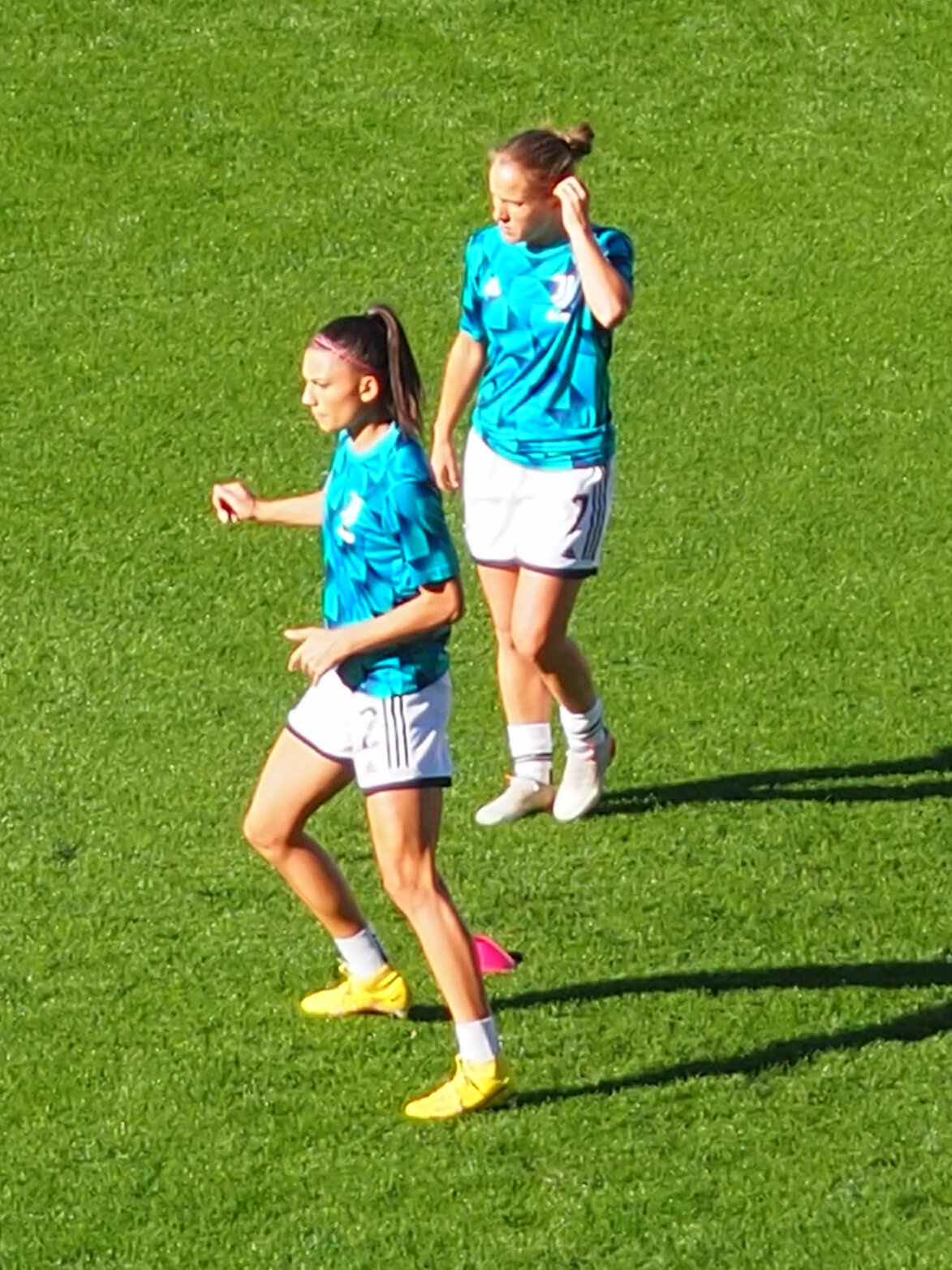
Bonfantini (in primo piano) e Valentina Cernoia in riscaldamento prepartita per la Juventus nel 2022

Il 5 luglio 2021 si trasferisce alla Juventus, in uno scambio di mercato che coinvolge l'ex bianconera Benedetta Glionna. Alla prima stagione in maglia bianconera ha vinto lo scudetto, la Coppa Italia e la Supercoppa italiana.
Il 31 gennaio 2023 Bonfantini viene ceduta in prestito alla Sampdoria, sempre in Serie A, fino alla fine della stagione 2022-23. Anche grazie alle sue reti in campionato (7 in 11 presenze), le blucerchiate riescono a mantenere la massima serie, salvandosi all'ultima giornata della Poule Salvezza.
Rientrata alla Juventus al termine dell'annata, il 5 agosto dello stesso anno Bonfantini viene di nuovo ceduta a titolo temporaneo, questa volta all'Inter, sempre in Serie A. Lascia il club al termine dell'annata 2023-2024, alla scadenza naturale del prestito, dopo aver collezionato 25 presenze e otto reti in maglia nerazzurra.

#### Fiorentina
Il 22 luglio 2024, Bonfantini viene ceduta in prestito con diritto di riscatto alla Fiorentina, sempre in massima serie. Il 4 settembre seguente, segna la sua prima rete in viola, decidendo la sfida in casa del Brøndby (1-0), valida per il primo turno dei preliminari di Champions League. Lungo la stagione 2024-2025, si impone in pianta stabile come titolare della formazione di Sebastiàn De La Fuente, già suo allenatore nelle giovanili dell'Inter Milano.
Il 26 giugno 2025, la Fiorentina annuncia di aver esercitato l'opzione di acquisto a titolo definitivo per Bonfantini, che stipula un contratto biennale (con opzione per un'altra annata) con il club viola.

### Nazionale
Mentre fa già parte della nazionale italiana under 17, nel 2017 viene convocata anche nella nazionale italiana under 19 dove esordisce il 16 ottobre 2017, nella partita di qualificazione al Campionato europeo femminile under 19 di calcio, vinta dalle azzurrine per 0-8 ai danni della Moldavia, segnando anche una doppietta. Il 5 aprile 2018 segna un gol di tacco contro la Scozia e il pareggio per 2-2 maturato nel successivo incontro contro la Repubblica Ceca, darà la certezza della qualificazione alle azzurrine al campionato europeo femminile under 19 di calcio.
All'inizio del 2019 il commissario tecnico della nazionale maggiore Milena Bertolini la inserisce tra le 25 giocatrici convocate per l'edizione 2019 della Cyprus Cup, che dal 27 febbraio al 6 marzo darà la possibilità al mister italiano di valutare ulteriormente la rosa in vista del Mondiale di Francia 2019. Bonfantini fa il suo debutto nel secondo incontro della fase a gironi, entrando nel secondo tempo della partita vinta 3-0 sulle avversarie dell'Ungheria.
Nel 2022 il commissario tecnico della nazionale maggiore Milena Bertolini la inserisce tra le 24 giocatrici convocate per l'edizione 2022 del campionato europeo, facendola esordire nella manifestazione all'inizio del secondo tempo della terza partita, persa per 1-0 con il Belgio.
Il 2 settembre, in occasione della vittoriosa trasferta allo stadio Zimbru di Chișinău per 8-0 contro la Moldavia, valevole per la qualificazione al mondiale di Australia-Nuova Zelanda 2023, realizza il primo gol con la maglia azzurra.
Nel settembre del 2023 Bonfantini rientra nel giro della Nazionale, venendo convocata dal nuovo CT Andrea Soncin per le sfide inaugurali della UEFA Women's Nations League contro Svizzera e Svezia.

## Statistiche

### Presenze e reti nei club
Statistiche aggiornate al 3 maggio 2025.
| Stagione            | Squadra             | Campionato          | Campionato | Campionato | Coppe nazionali | Coppe nazionali | Coppe nazionali | Coppe internazionali | Coppe internazionali | Coppe internazionali | Altre coppe | Altre coppe | Altre coppe | Totale | Totale |
| Stagione            | Squadra             | Comp                | Pres       | Reti       | Comp            | Pres            | Reti            | Comp                 | Pres                 | Reti                 | Comp        | Pres        | Reti        | Pres   | Reti   |
| ------------------- | ------------------- | ------------------- | ---------- | ---------- | --------------- | --------------- | --------------- | -------------------- | -------------------- | -------------------- | ----------- | ----------- | ----------- | ------ | ------ |
| 2014-2015           | Inter Milano        | B                   | 1          | 0          | CI              | ?               | ?               | -                    | -                    | -                    | -           | -           | -           | 1+     | 0+     |
| 2015-2016           | Inter Milano        | B                   | 20         | 9          | CI              | ?               | ?               | -                    | -                    | -                    | -           | -           | -           | 20+    | 9+     |
| 2016-2017           | Inter Milano        | B                   | 24         | 14         | CI              | ?               | ?               | -                    | -                    | -                    | -           | -           | -           | 24+    | 14+    |
| 2017-2018           | Inter Milano        | B                   | 24         | 13         | CI              | ?               | ?               | -                    | -                    | -                    | -           | -           | -           | 24+    | 13+    |
| Totale Inter Milano | Totale Inter Milano | Totale Inter Milano | 69         | 36         | -               | 0+              | 0+              | -                    | -                    | -                    | -           | -           | -           | 69+    | 36+    |
| 2018-2019           | Roma                | A                   | 21         | 4          | CI              | 2               | 0               | -                    | -                    | -                    | -           | -           | -           | 23     | 4      |
| 2019-2020           | Roma                | A                   | 15         | 7          | CI              | 3               | 1               | -                    | -                    | -                    | -           | -           | -           | 18     | 8      |
| 2020-2021           | Roma                | A                   | 20         | 1          | CI              | 5               | 3               | -                    | -                    | -                    | SI          | 1           | 0           | 26     | 4      |
| Totale Roma         | Totale Roma         | Totale Roma         | 56         | 12         | -               | 10              | 4               | -                    | -                    | -                    | -           | 1           | 0           | 67     | 16     |
| 2021-2022           | Juventus            | A                   | 20         | 3          | CI              | 7               | 5               | UWCL                 | 12                   | 3                    | SI          | 0           | 0           | 39     | 11     |
| 2022-gen. 2023      | Juventus            | A                   | 13         | 1          | CI              | 3               | 1               | UWCL                 | 8                    | 1                    | SI          | 1           | 0           | 25     | 3      |
| Totale Juventus     | Totale Juventus     | Totale Juventus     | 33         | 4          | -               | 10              | 6               | -                    | 20                   | 4                    | -           | 1           | 0           | 64     | 14     |
| gen.-giu. 2023      | Sampdoria           | A                   | 11         | 7          | CI              | 1               | 1               | -                    | -                    | -                    | -           | -           | -           | 12     | 8      |
| 2023-2024           | Inter               | A                   | 23         | 8          | CI              | 2               | 0               | -                    | -                    | -                    | -           | -           | -           | 25     | 8      |
| 2024-2025           | Fiorentina          | A                   | 24         | 7          | CI              | 3               | 0               | UWCL                 | 4                    | 1                    | SI          | 1           | 0           | 32     | 8      |
| 2025-2026           | Fiorentina          | A                   | -          | -          | CI              | -               | -               | -                    | -                    | -                    | AWC         | -           | -           | -      | -      |
| Totale Fiorentina   | Totale Fiorentina   | Totale Fiorentina   | 24         | 7          | -               | 3               | 0               | -                    | 4                    | 1                    | -           | 1           | 0           | 64     | 14     |
| Totale carriera     | Totale carriera     | Totale carriera     | 216        | 74         | -               | 26+             | 11+             | -                    | 24                   | 5                    | -           | 3           | 0           | 269    | 90     |

### Cronologia presenze e reti in nazionale
| Cronologia completa delle presenze e delle reti in nazionale ― Italia | Cronologia completa delle presenze e delle reti in nazionale ― Italia | Cronologia completa delle presenze e delle reti in nazionale ― Italia | Cronologia completa delle presenze e delle reti in nazionale ― Italia | Cronologia completa delle presenze e delle reti in nazionale ― Italia | Cronologia completa delle presenze e delle reti in nazionale ― Italia | Cronologia completa delle presenze e delle reti in nazionale ― Italia | Cronologia completa delle presenze e delle reti in nazionale ― Italia |
| Data                                                                  | Città                                                                 | In casa                                                               | Risultato                                                             | Ospiti                                                                | Competizione                                                          | Reti                                                                  | Note                                                                  |
| --------------------------------------------------------------------- | --------------------------------------------------------------------- | --------------------------------------------------------------------- | --------------------------------------------------------------------- | --------------------------------------------------------------------- | --------------------------------------------------------------------- | --------------------------------------------------------------------- | --------------------------------------------------------------------- |
| 1-3-2019                                                              | Larnaca                                                               | Ungheria                                                              | 0 – 3                                                                 | Italia                                                                | Cyprus Cup 2019 - 1º turno                                            | -                                                                     | 63’                                                                   |
| 4-3-2020                                                              | Faro                                                                  | Portogallo                                                            | 1 – 2                                                                 | Italia                                                                | Algarve Cup 2020 - Prima fase                                         | -                                                                     | 89’                                                                   |
| 7-3-2020                                                              | Parchal                                                               | Nuova Zelanda                                                         | 0 – 3                                                                 | Italia                                                                | Algarve Cup 2020 - Seconda fase                                       | -                                                                     | 70’                                                                   |
| 10-4-2021                                                             | Firenze                                                               | Italia                                                                | 1 – 0                                                                 | Islanda                                                               | Amichevole                                                            | -                                                                     | 56’                                                                   |
| 13-4-2021                                                             | Firenze                                                               | Italia                                                                | 1 – 1                                                                 | Islanda                                                               | Amichevole                                                            | -                                                                     | 79’                                                                   |
| 14-6-2021                                                             | Wiener Neustadt                                                       | Austria                                                               | 2 – 3                                                                 | Italia                                                                | Amichevole                                                            | -                                                                     | 61’                                                                   |
| 30-11-2021                                                            | Mogoșoaia                                                             | Romania                                                               | 0 – 5                                                                 | Italia                                                                | Qual. Mondiali 2023                                                   | -                                                                     | 76’                                                                   |
| 18-7-2022                                                             | Manchester                                                            | Italia                                                                | 0 – 1                                                                 | Belgio                                                                | Euro 2022 - Fase a gironi                                             | -                                                                     | 46’                                                                   |
| 2-9-2022                                                              | Chișinău                                                              | Moldavia                                                              | 0 – 8                                                                 | Italia                                                                | Qual. Mondiali 2023                                                   | 1                                                                     |                                                                       |
| 6-9-2022                                                              | Ferrara                                                               | Italia                                                                | 2 – 0                                                                 | Romania                                                               | Qual. Mondiali 2023                                                   | -                                                                     | 46’                                                                   |
| 27-10-2023                                                            | Salerno                                                               | Italia                                                                | 0 – 1                                                                 | Spagna                                                                | UEFA Women's Nations League 2023-2024 - Fase a gironi                 | -                                                                     | 61’                                                                   |
| 31-10-2023                                                            | Malmö                                                                 | Svezia                                                                | 1 – 1                                                                 | Italia                                                                | UEFA Women's Nations League 2023-2024 - Fase a gironi                 | -                                                                     | 81’                                                                   |
| 5-12-2023                                                             | Parma                                                                 | Italia                                                                | 3 – 0                                                                 | Svizzera                                                              | UEFA Women's Nations League 2023-2024 - Fase a gironi                 | -                                                                     | 88’                                                                   |
| 23-2-2024                                                             | Bagno a Ripoli                                                        | Italia                                                                | 0 – 0                                                                 | Irlanda                                                               | Amichevole                                                            | -                                                                     | 62’                                                                   |
| 27-2-2024                                                             | Algeciras                                                             | Inghilterra                                                           | 5 – 1                                                                 | Italia                                                                | Amichevole                                                            | -                                                                     | 51’                                                                   |
| 5-4-2024                                                              | Cosenza                                                               | Italia                                                                | 2 – 0                                                                 | Paesi Bassi                                                           | Qual. Euro 2025                                                       | 1                                                                     | 68’                                                                   |
| 9-4-2024                                                              | Helsinki                                                              | Finlandia                                                             | 2 – 1                                                                 | Italia                                                                | Qual. Euro 2025                                                       | -                                                                     | 80’                                                                   |
| 31-5-2024                                                             | Oslo                                                                  | Norvegia                                                              | 0 – 0                                                                 | Italia                                                                | Qual. Euro 2025                                                       | -                                                                     | 63’                                                                   |
| 4-6-2024                                                              | Ferrara                                                               | Italia                                                                | 1 – 1                                                                 | Norvegia                                                              | Qual. Euro 2025                                                       | -                                                                     | 54’                                                                   |
| 12-7-2024                                                             | Sittard                                                               | Paesi Bassi                                                           | 0 – 0                                                                 | Italia                                                                | Qual. Euro 2025                                                       | -                                                                     | 71’ 90’, 90+6’                                                        |
| 25-10-2024                                                            | Roma                                                                  | Italia                                                                | 5 – 0                                                                 | Malta                                                                 | Amichevole                                                            | -                                                                     | 71’                                                                   |
| 2-12-2024                                                             | Bochum                                                                | Germania                                                              | 1 – 2                                                                 | Italia                                                                | Amichevole                                                            | 1                                                                     | 57’                                                                   |
| 25-2-2025                                                             | La Spezia                                                             | Italia                                                                | 1 – 3                                                                 | Danimarca                                                             | UEFA Women's Nations League 2025 - Fase a gironi                      | -                                                                     | 86’                                                                   |
| 4-4-2025                                                              | Solna                                                                 | Svezia                                                                | 3 – 2                                                                 | Italia                                                                | UEFA Women's Nations League 2025 - Fase a gironi                      | -                                                                     | 64’                                                                   |
| 30-5-2025                                                             | Parma                                                                 | Italia                                                                | 0 – 0                                                                 | Svezia                                                                | UEFA Women's Nations League 2025 - Fase a gironi                      | -                                                                     | 77’                                                                   |
| Totale                                                                |                                                                       | Presenze                                                              | 25                                                                    |                                                                       | Reti                                                                  | 3                                                                     |                                                                       |

## Palmarès

### Club
- Coppa Italia: 2

Roma: 2020-2021
Juventus: 2021-2022
- Supercoppa italiana: 1

Juventus: 2021
- Campionato italiano: 1

Juventus: 2021-2022